# Kinoerklärer
Ein Kinoerklärer war eine Person, die vor dem Aufkommen des Tonfilms die öffentlich gezeigten Stummfilme den Besuchern als zusammenhängende Darstellung möglichst dramatisch präsentierte. Es handelte sich um einen Beruf, zumindest jedoch um eine Tätigkeit in Berlin. 
Beispielhaft berichtete die Schauspielerin Henny Porten über eine Szene aus dem Jahr 1910, in der sie als „treulos verlassene Braut vergeblich auf den Geliebten im Tiergarten wartete“: „Als in einem Kino im Norden Berlins der Film gespielt wurde, begleitete der Kinoerklärer die Szene mit den Worten: In strömendem Regen wartete sie stundenlang und stundenlang auf ihn. Wer aber nicht kam, war er [...] und sie war Neese.“
Wie sehr die Institution Kinoerklärer mit vergangenen Zeiten in Zusammenhang gebracht wird, zeigt folgender Bericht aus dem Berliner Tageblatt vom August 1932: „[...] in der Joachimsthaler Straße, einer Seitenstraße des Kurfürstendamms, lief unter dem Titel Kino von 1905 eine Abnormitätenschau, die zum Amüsement der Zuschauer noch einmal einen Kinoerklärer präsentierte.“ Der letzte Kinoerklärer war gerade wegen der Umstellung auf Tonfilm entlassen worden.